# ウエストマウント (ケベック州)
ウエストマウント（Westmount）は、カナダのケベック州のモントリオール島にある都市。モントリオール市に囲まれた独立した自治体となっている。2016年の統計で人口は20,312人、面積は4.04 平方キロメートルと非常に小さな自治体である。

## 概要
18世紀にイギリス系住民によって街が形成され、古くからカナダ一の富裕層が住む地域とされる。特にモン・ロワイヤル山の三つの頂上の一つである標高201mの丘にあるウエストマウントサミット周辺地域は平均所得がカナダで最も高く、カナダの政治家や財界人等の超富裕著名人が住む地域となっている。地下鉄グリーンラインのアトウォーター駅はモントリオール市とウエストマウントの境界線に位置しており、アレクシス・ニホン・プラザ、ドイツの建築家ルートヴィヒ・ミース・ファン・デル・ローエによる設計のウエストマウント・スクエアー等のショッピングセンターやコンドミニアム等が集まっているモントリオールダウンタウンからの延長地域となっている。マギル大学やコンコルディア大学に近い英語圏であり、ショッピングセンターがあり便利であることから大学等に勤務する日本人研究員や駐在員の居住先として知られている。
2006年9月13日にはドーソンカレッジにてドーソン・カレッジ銃乱射事件が起きている。

## 人口動態
| 母語話者（ウエストマウント）2016 | 母語話者（ウエストマウント）2016 | 母語話者（ウエストマウント）2016 | 母語話者（ウエストマウント）2016 | 母語話者（ウエストマウント）2016 |
| -------------------------------- | -------------------------------- | -------------------------------- | -------------------------------- | -------------------------------- |
|                                  |                                  |                                  |                                  |                                  |
| フランス語                       | フランス語                       |                                  | 20.03%                           | 20.03%                           |
| 英語                             | 英語                             |                                  | 54.94%                           | 54.94%                           |

2016年センサスによる人口は20,312人。住民の母語の割合は英語が54.94%と最も多く、フランス語20.03%、スペイン語2.83%、アラビア語2.58%、中国語2.15%となっており、モントリオールの英語圏の一角を占めている。
人種別では非白人は14%を占めるにすぎず、白人が大半となっている。宗教ではカトリックが31.0%、ユダヤ教は22%、プロテスタント21.5%となっている等、ユダヤ系人口は2割以上を占めている。
住民の平均所得は210,120ドルでこれは北アメリカで最も高いうちの一つとなっている。

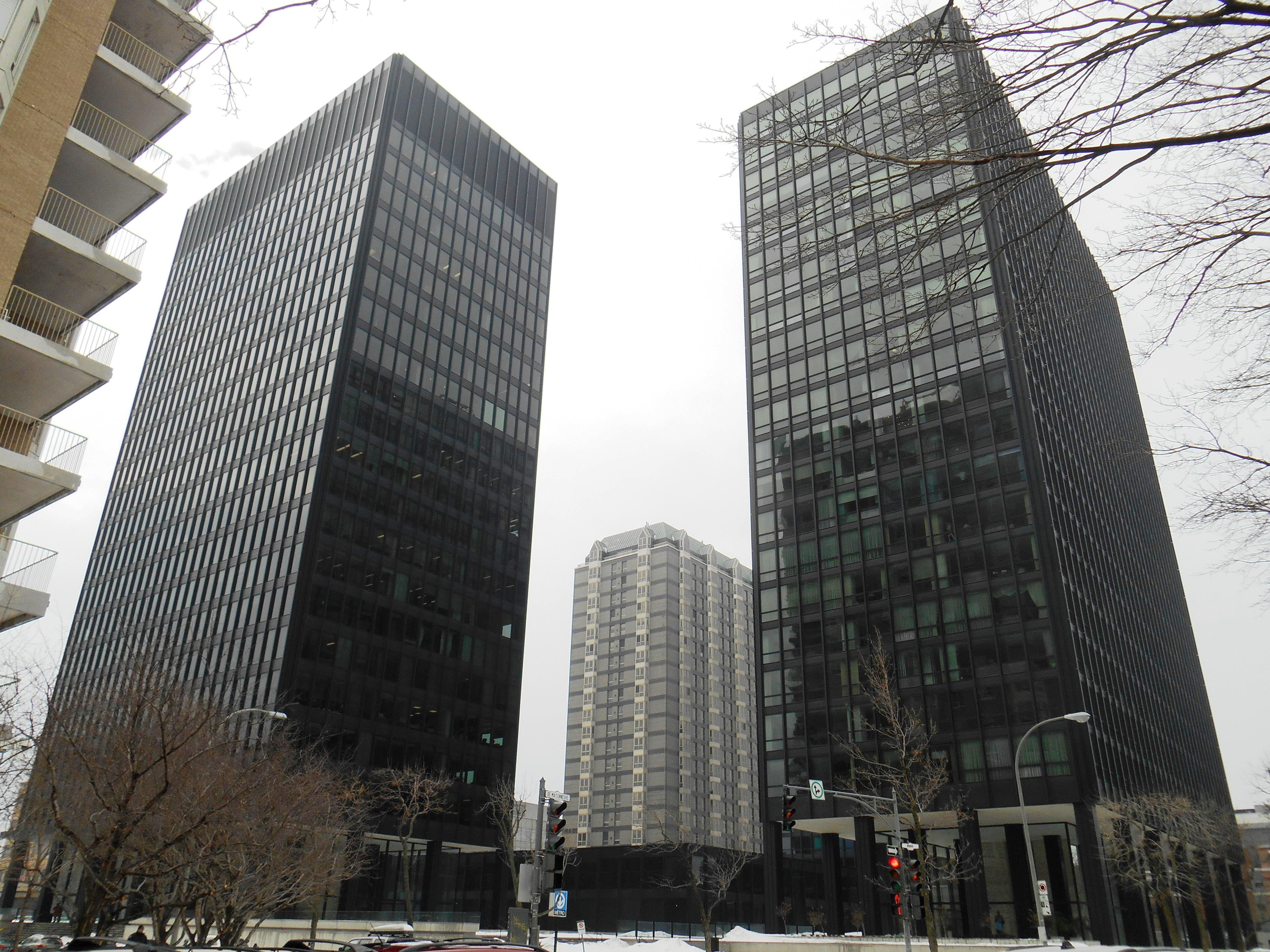
ウエストマウントスクエア

## 交通
地下鉄グリーンラインのアトウォーター駅。

## 教育
ウエストマウントには2つのCEGEPの他、数多くの私立学校がある。
- CEGEP
  - ドーソンカレッジ（公立）
  - マリアノポシスカレッジ（私立）
- 中等教育以下
  - Westmount High School（公立）
  - Roslyn Elementary School（公立）
  - St. George's School of Montreal（私立）
  - Miss Edgar's and Miss Cramp's School（私立）
  - Villa Sainte-Marcelline（私立）
  - Selwyn House School（私立）

## ギャラリー

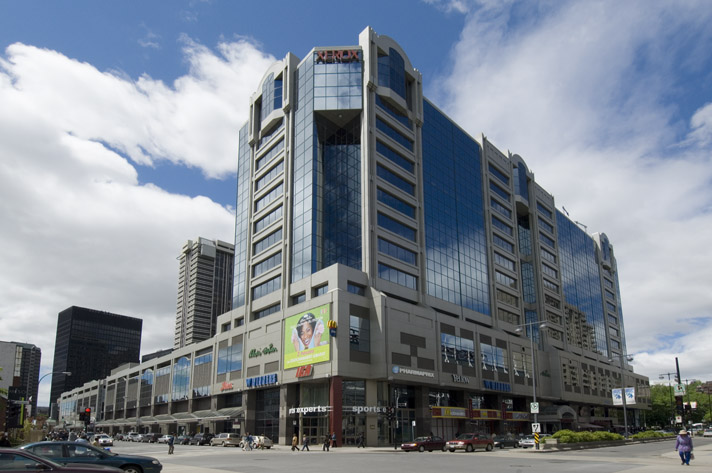
アレクシス・ニホン・プラザ
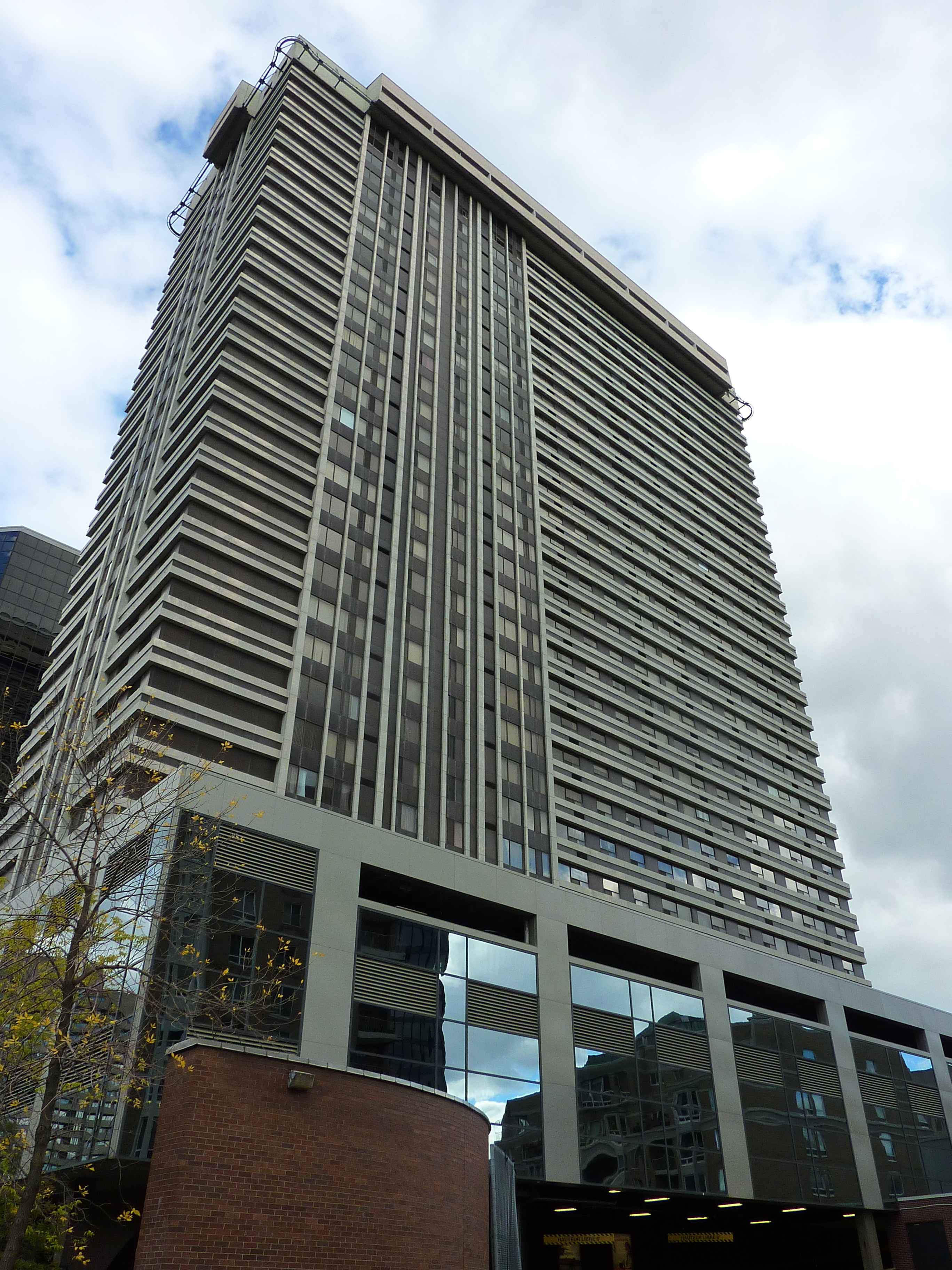
アレクシス・ニホン・プラザの住居タワー
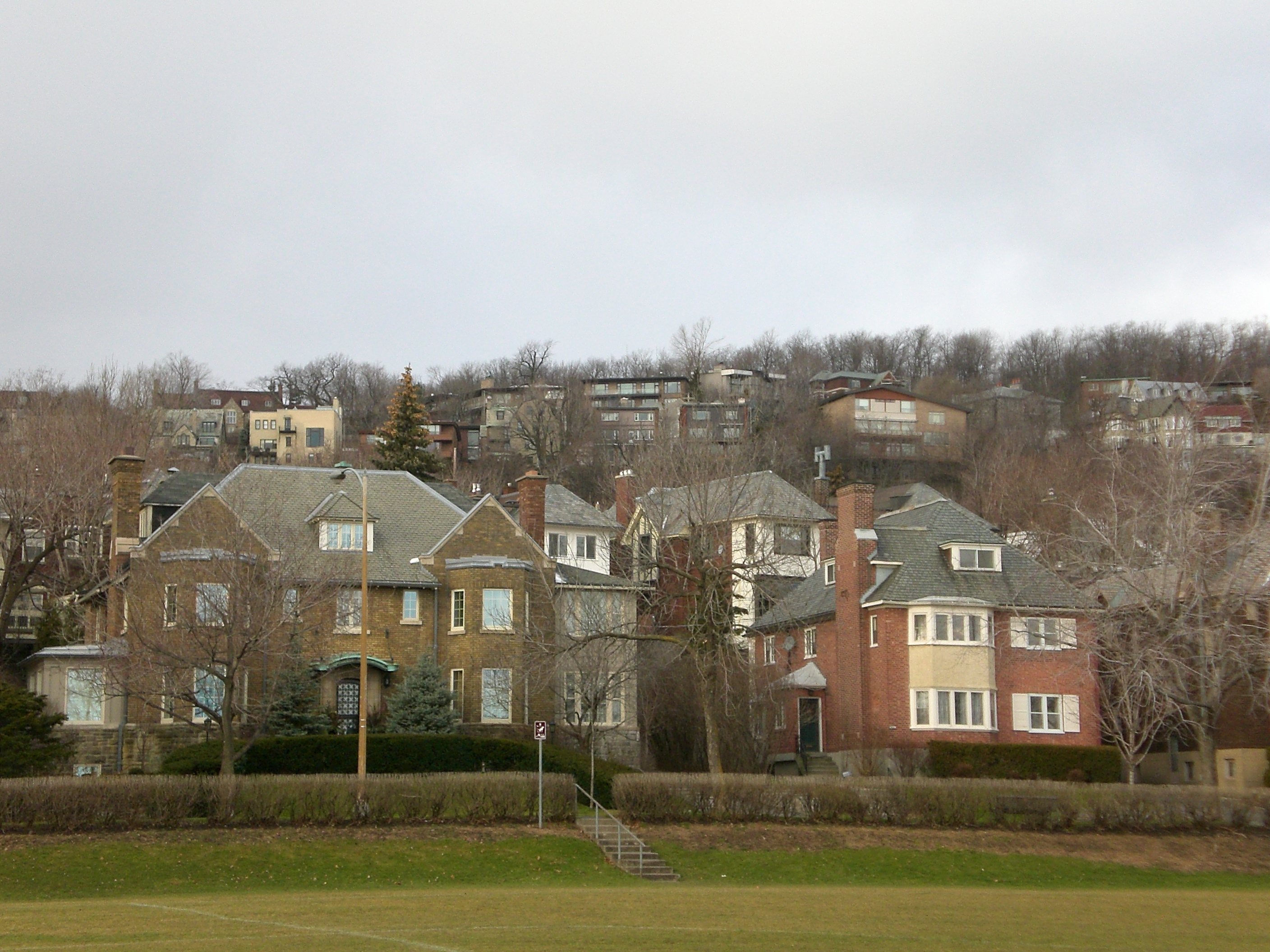
アッパーウエストマウント
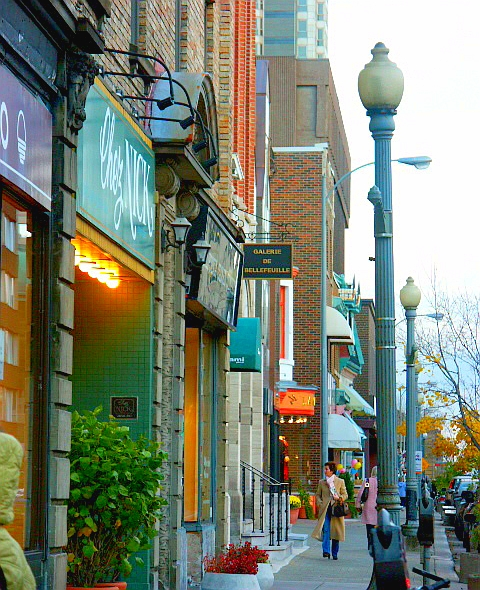
グリーンアベニュー
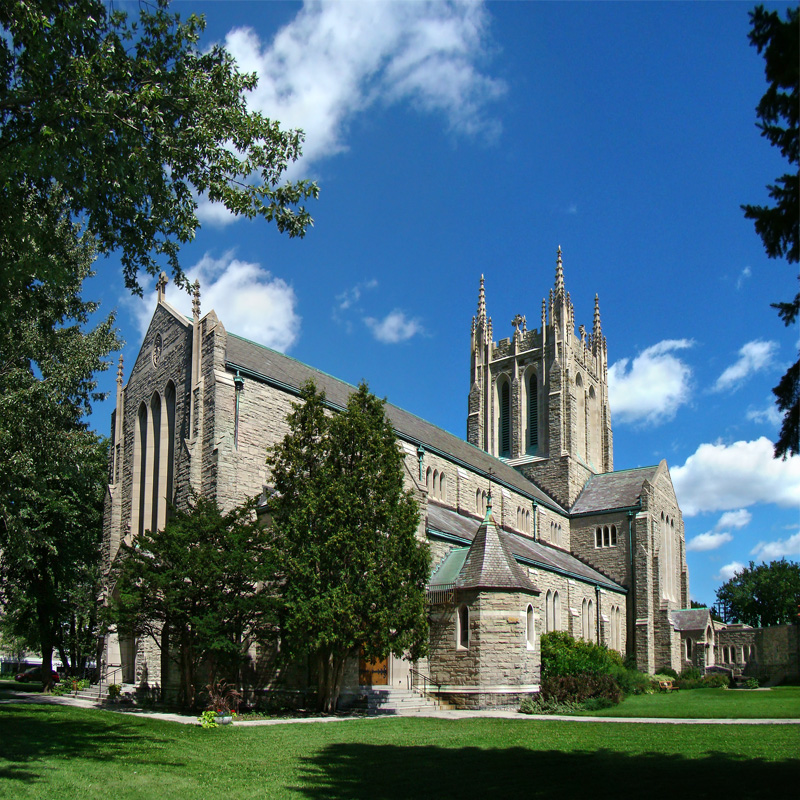
カトリック教会
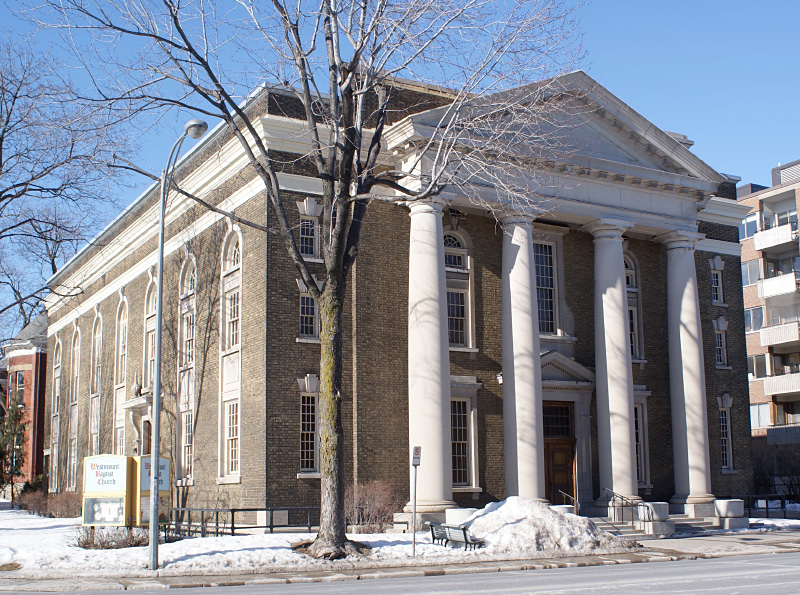
ウエストマウント・バプテスト教会
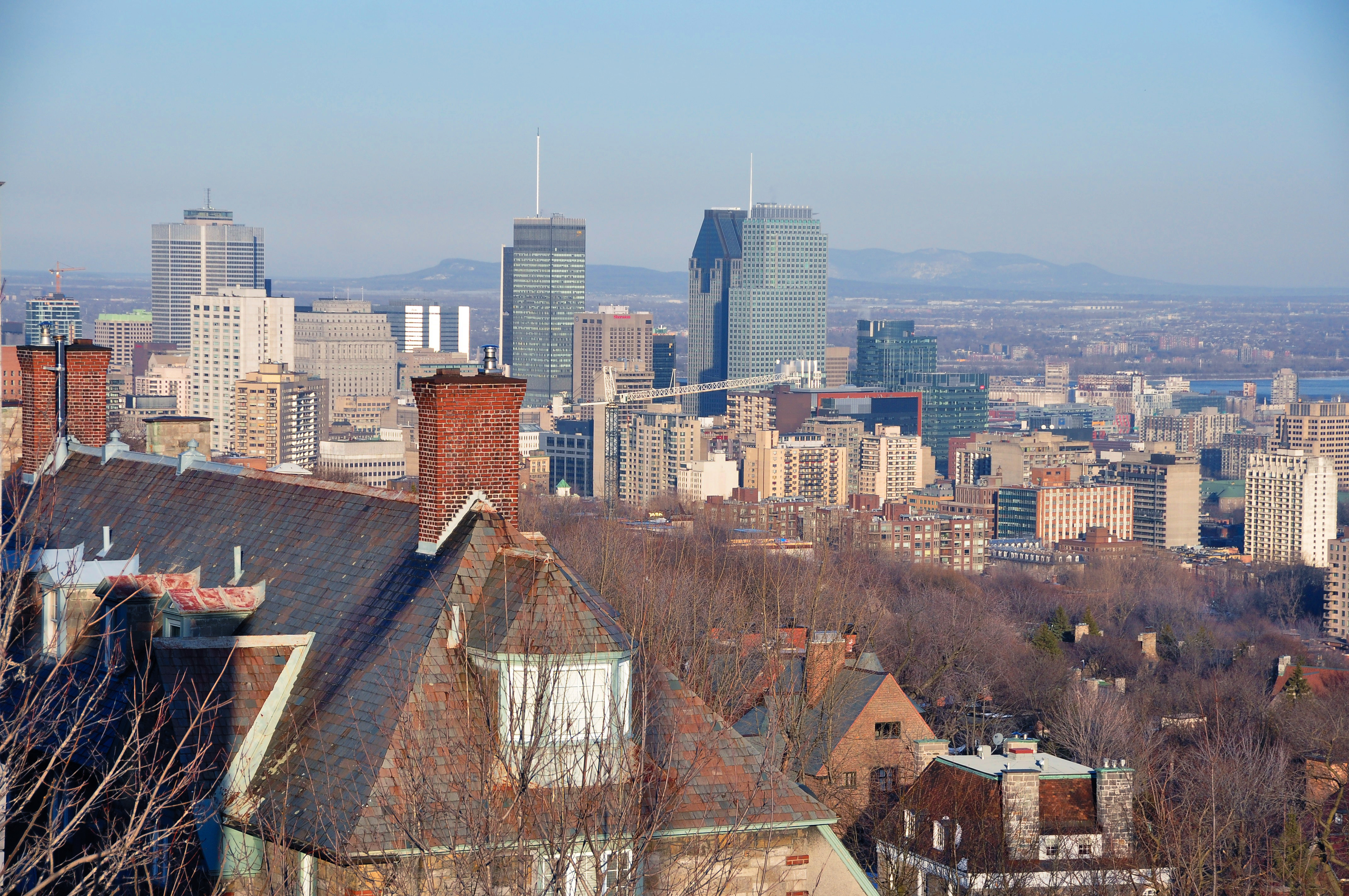
ウエストマウントからダウンタウンの眺望
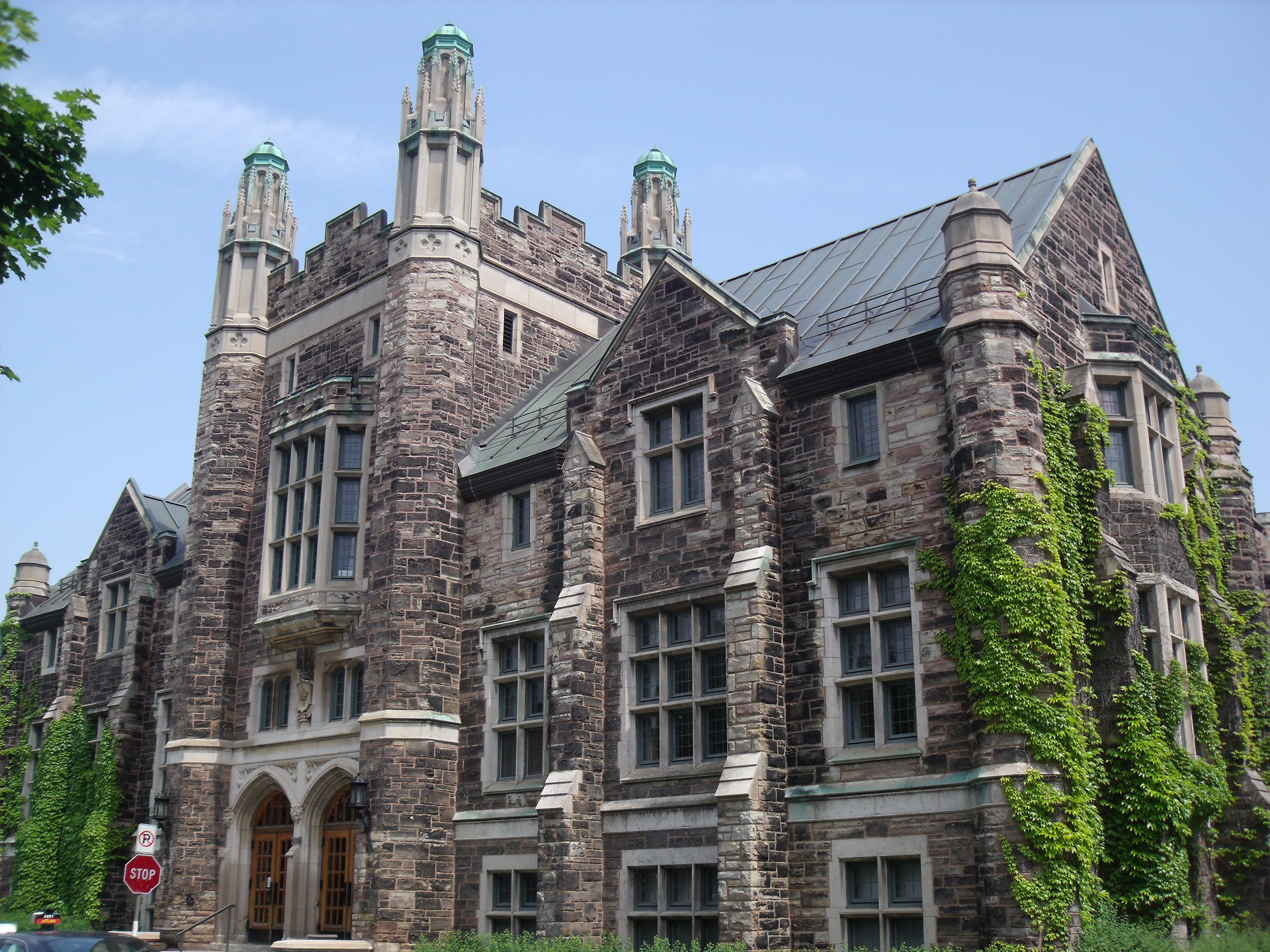
ヴィクトリアホール
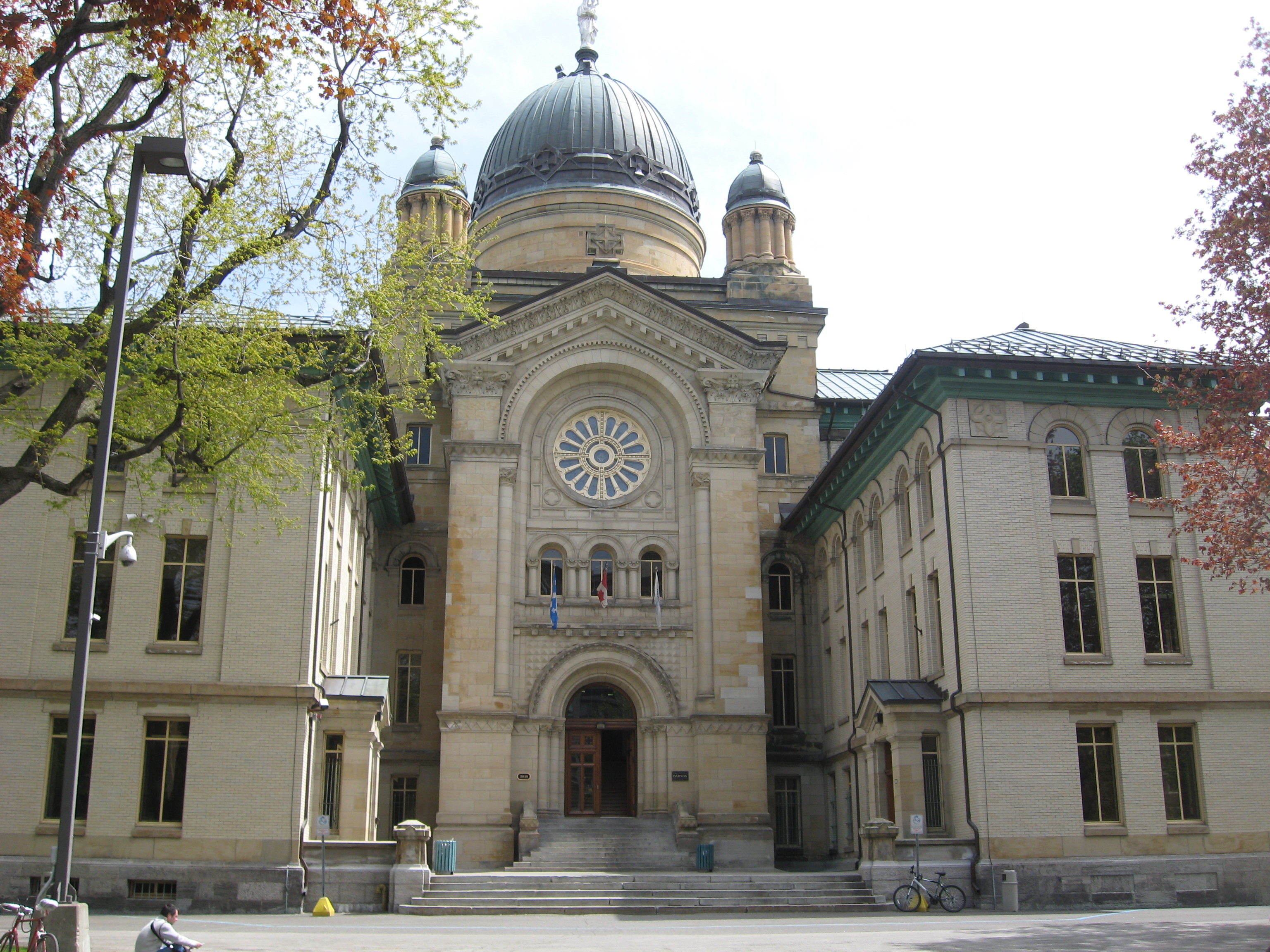
ドーソンカレッジ
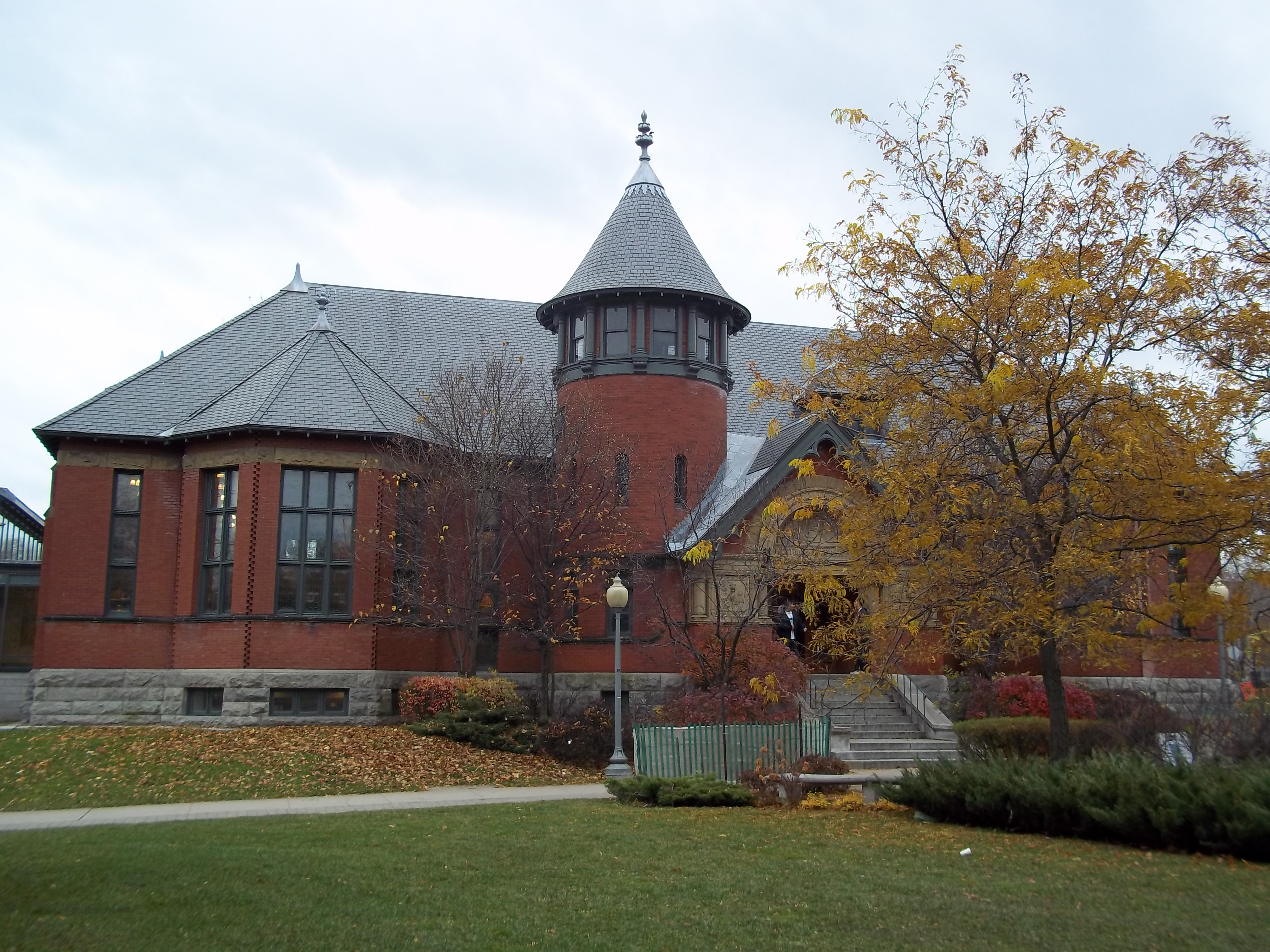
ウエストマウント公共図書館